# Ste-Croix (Lyon 6.)

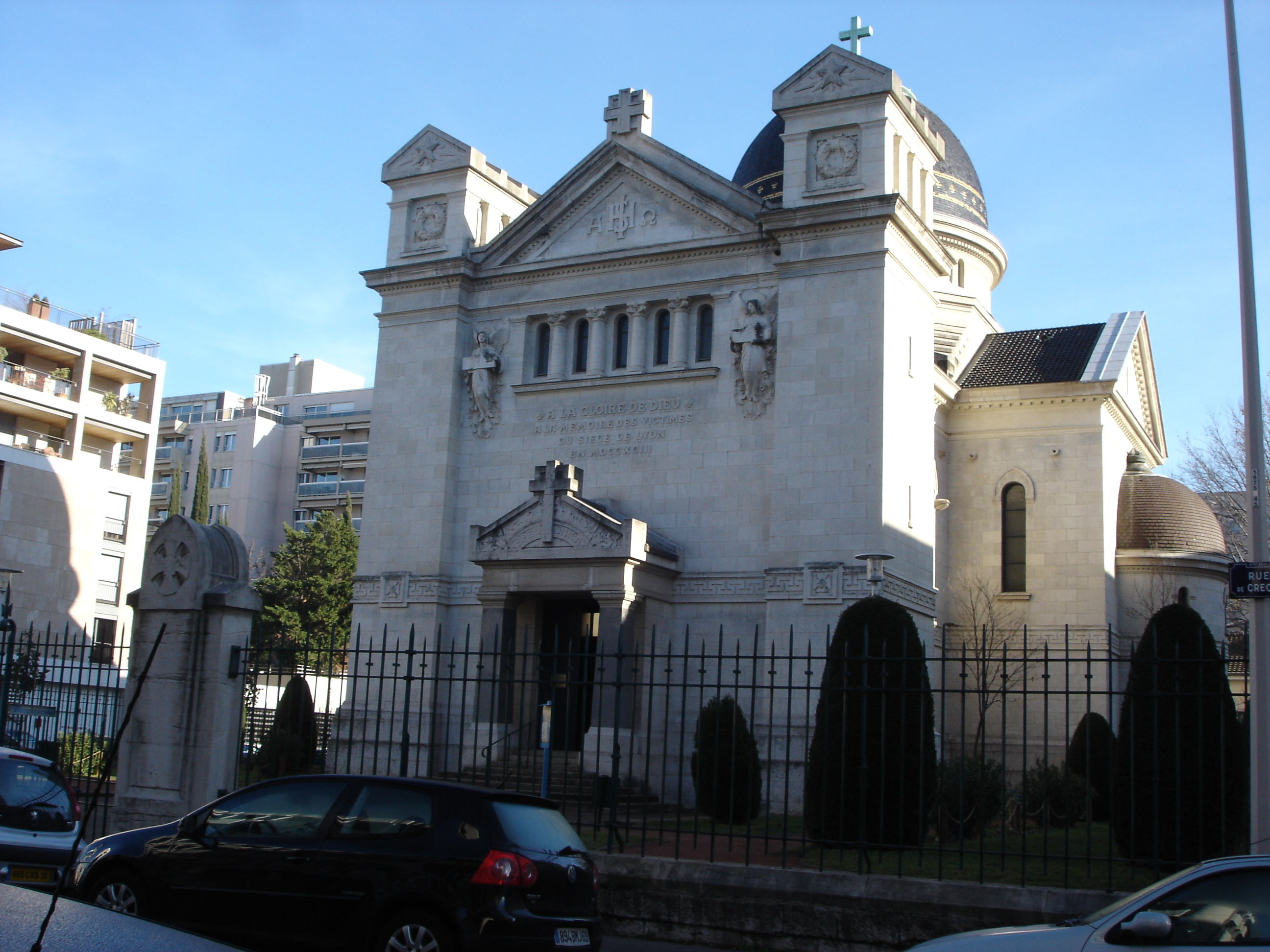
Ste-Croix (Lyon)

Die Kapelle Sainte-Croix (Heiligenkreuz), auch: Chapelle expiatoire (Sühnekapelle) oder Croix glorieuse (Kreuzerhöhung), Monument des Brotteaux oder Crypte des Brotteaux ist eine römisch-katholische Kirche im 6. Arrondissement von Lyon. Sie ist nicht zu verwechseln mit der Pfarrkirche Sainte-Croix im 2. Arrondissement.

## Lage und Patrozinium
Die Kirche steht nördlich des Cours Lafayette in der Rue de Créqui Nr. 147.  Sie ist zu Ehren des heiligen Kreuzes geweiht. Auf Stadtplänen ist sie nicht immer als Kirche ausgezeichnet, sondern auch als Gedenkstätte (Monument). Es finden regelmäßig Gottesdienste statt.

## Geschichte

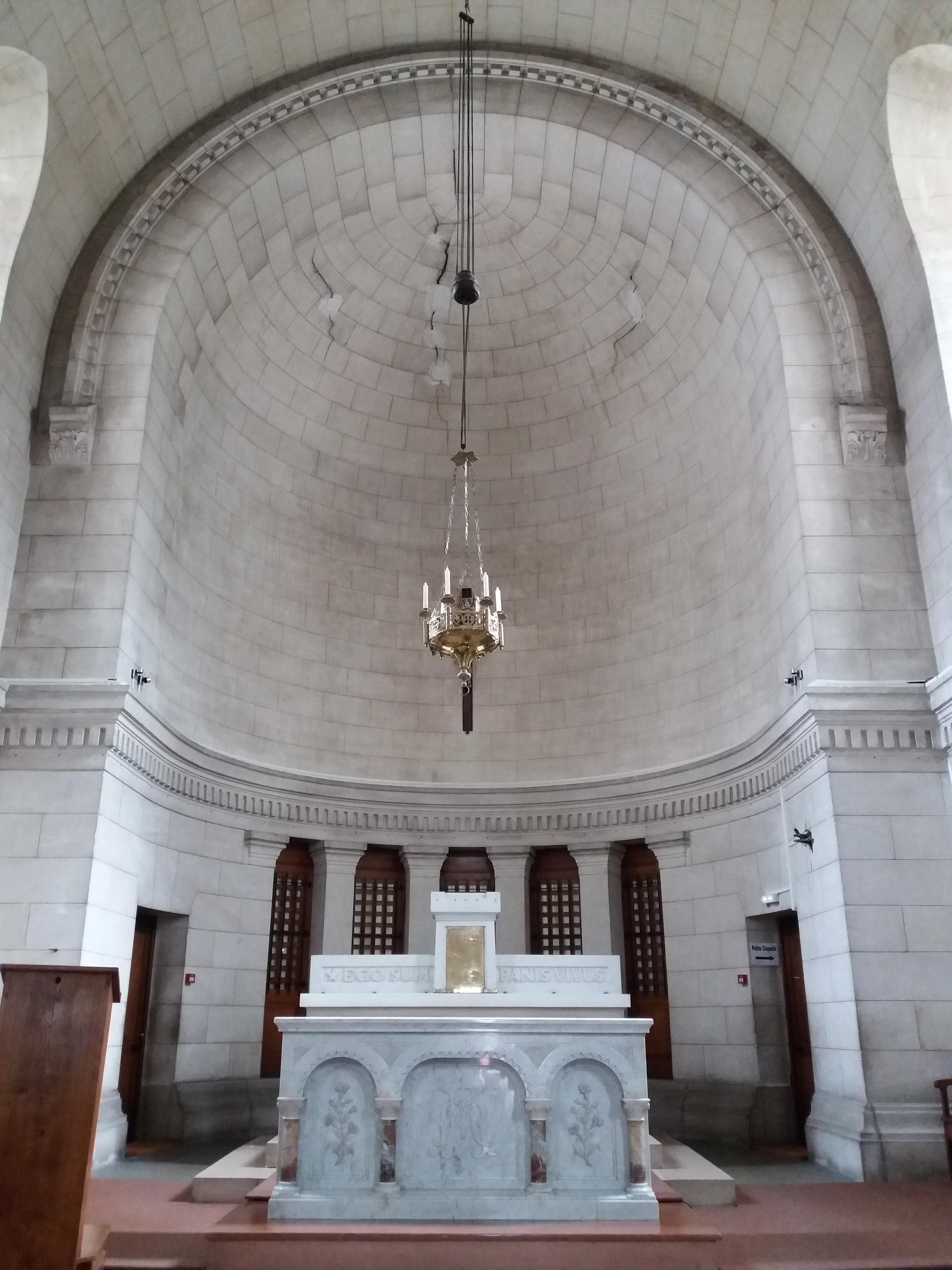
Ste-Croix (Lyon)

Nach der Niederschlagung des Lyoner Aufstands gegen die Französische Revolution von 1793 durch Collot d’Herbois und Fouché wurden 2000 Lyoner Bürger hingerichtet. Zur Sühne für dieses Staatsverbrechen wurde 1819 im Lyoner Viertel Les Brotteaux durch den Architekten Claude Cochet (1760–1835) eine Heilig-Kreuz-Kapelle in Form einer Pyramide errichtet, die 1886 dem Bau einer Straße weichen musste und deshalb ab 1898 von dem Architekten Paul Pascalon (1838–1914) am heutigen Ort neu errichtet wurde (eingeweiht 1906). Die den Ort betreuenden Kapuzinermönche wohnten in einem kleinen Klostergebäude am Ostchor. 1979 traten an ihre Stelle die von Lucien-Marie Dorne gegründeten Schwestern der Famille Missionnaire de Notre-Dame FMND (Missionarfamilie Unserer Lieben Frau).

## Ausstattung
Die Kirche ist im neubyzantinischen Stil (mit Kuppel und Krypta) gebaut und nur spärlich ausgestattet. Auf Tafeln stehen die Namen der 2000 Opfer, deren Gebeine in der Krypta verwahrt werden, zuvorderst Graf Louis François Perrin de Précy (1742–1820), militärischer Führer der Verteidigung der Stadt gegen die 63-tägige Belagerung durch die Revolutionstruppen.

## Literatur

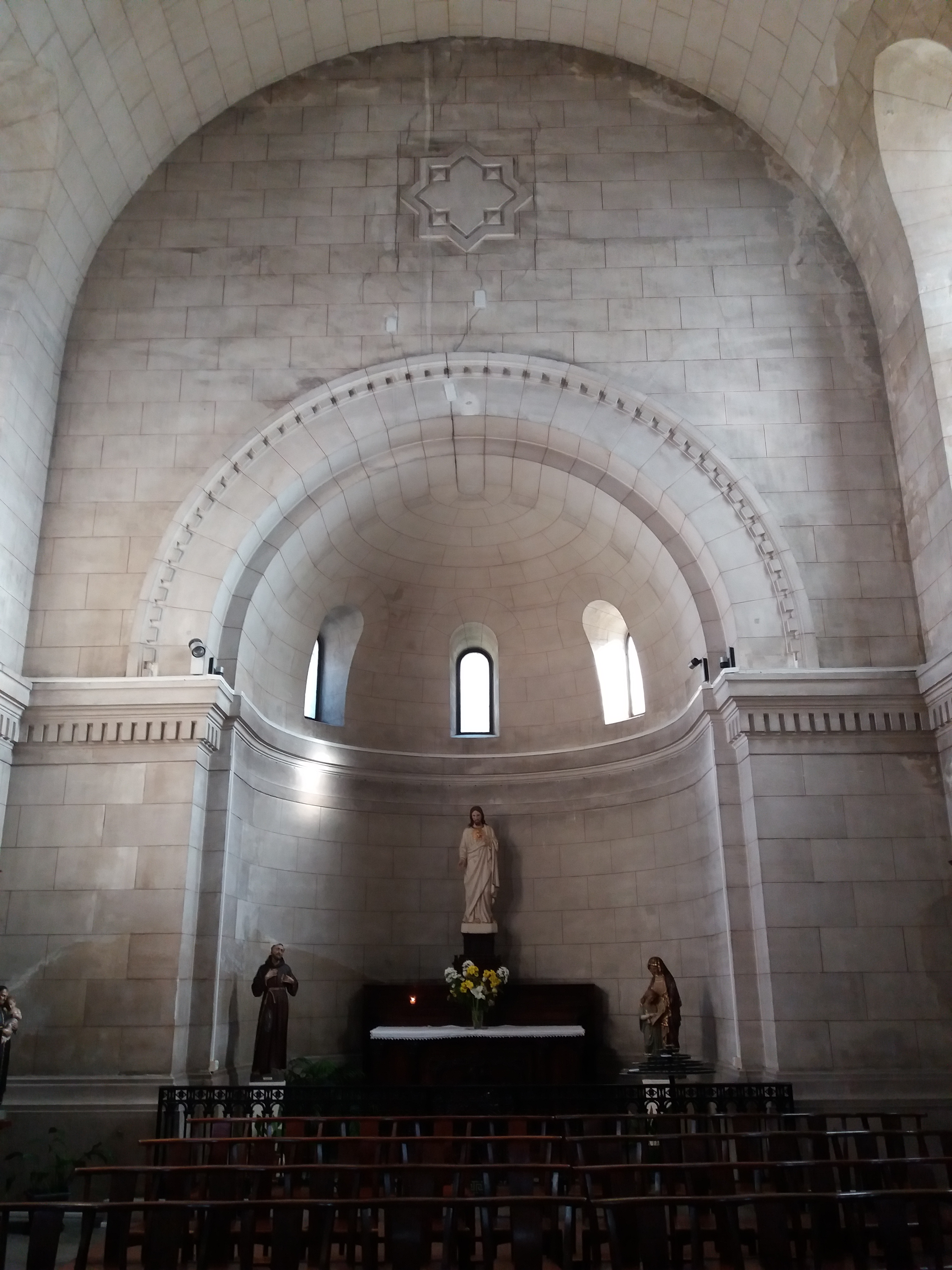
Ste-Croix (Lyon)